# Sućeska
Sućeska (en serbe cyrillique : Сућеска) est un village de Bosnie-Herzégovine. Il est situé dans la municipalité de Srebrenica et dans la république serbe de Bosnie. Selon les premiers résultats du recensement bosnien de 2013, il compte 164 habitants.

## Démographie

### Répartition de la population par nationalités (1991)
En 1991, le village comptait 338 habitants, tous Musulmans (Bosniaques).

### Communauté locale
En 1991, la communauté locale de Sućeska comptait 2 930 habitants, répartis de la manière suivante :